# Banque de financement
 (mars 2015).
Une banque de financement est une banque, ou le département d'une banque, dont l'activité d'octroi de crédit repose sur l'accompagnement des grandes entreprises, des investisseurs institutionnels, des collectivités territoriales et des États dans leurs opérations financières importantes et complexes, souvent dans un contexte international. Il s'agit notamment des opérations de fusions-acquisitions, de financements structurés, de financements de projet et de financements export.
Dans la structure des banques, l'activité de financement est parfois accolée à la banque d'investissement. En français, l'acronyme BFI, soit Banque de Financement et d'Investissement, est parfois utilisée pour désigner ce type d'organisation interne.